# Thrice
Thrice is een posthardcoreband uit Irvine, Californië, en is ontstaan in 1997. De groep is opgericht door gitarist/zanger Dustin Kensrue en gitarist Teppei Teranishi terwijl ze op de middelbare school zaten.
In 1999 bracht Thrice in eigen beheer een EP uit genaamd First Impressions. In 2000 kwam het eerste album Identity Crisis uit bij Green Flag Records, in 2002 gevolgd door The Illusion of Safety. Deze twee platen werden echter niet met evenveel enthousiasme onthaald. Terwijl Identity Crisis door de muziekcritici de grond in werd geboord, wekte The Illusion of Safety de interesse van de grote platenmaatschappijen. Deze verschillende reacties zijn waarschijnlijk te wijten aan de specifieke metalcore invloed die duidelijk merkbaar was op Identity Crisis, terwijl The Illusion of Safety een breder publiek wist te bereiken.
In 2003 ging Thrice een contract aan met Island Records, een bekende naam in de hardcore-branche, en dit culmineerde in de release van hun cd The Artist in the Ambulance, waarin de band meer gestructureerde nummers naar voren brengt en tegelijkertijd toch trouw blijft aan de hardcore-stijl waarmee ze begonnen waren. Terwijl nummers als Cold Cash, Colder Hearts en Paper Tigers meer de hardcore-adepten zullen aanspreken, zijn de nummers The Artist in the Ambulance en Stare at the Sun vooral op hun punkrock publiek gericht. Niettemin vormt de cd één geheel, waarin de leden van Thrice hun variërende muziekstijlen tentoon spreiden.
Om de loop van hun carrière te onderstrepen werd in de 2005 de dvd If We Could Only See Us Now uitgebracht. Tevens kwam in 2005 het album Vheissu uit.
Vheissu kreeg erg goede recensies en is volgens velen een van de beste (posthardcore) albums.
Vanaf Vheissu laat de band een ontwikkeling in hun muziekstijl zien. Vheissu is opgevolgd door The Alchemy Index I & II (2007), The Alchemy Index III & IV (2008), Beggars (2009) en Major/Minor (2011).
In 2012 is Thrice, na een afscheidstournee, uit elkaar gegaan. In dat jaar kwam nog wel het live-album Anthology uit, zowel op cd als op dvd.
In 2015 begon Thrice weer met optreden en in 2016 werd To Be Everywhere Is To Be Nowhere uitgebracht op Vagrant Records, gevolgd door tournees in de Verenigde Staten en Europa. Van TBEITBN kwamen de singles Black Honey en Hurricanes af.
In juni 2018 maakte de band bekend te hebben getekend bij Epitaph Records. Het nieuwe, tiende, album is Palms genaamd en komt uit op 14 september 2018. De eerste single, The Grey, kwam uit op 10 juli 2018.

## Bandleden
| Huidige leden - Dustin Kensrue – zang, gitaar, synthesizers, percussie (1997–heden) - Teppei Teranishi – gitaar, synthesizer, backing vocals, piano, glockenspiel (1997–heden) - Eddie Breckenridge – basgitaar, synthesizer, backing vocals (1997–heden) - Riley Breckenridge – drums (1997–heden) |

## Discografie
| Studio-albums - Identity Crisis (2000) - The Illusion of Safety (2002) - The Artist in the Ambulance (2003) - Vheissu (2005) - The Alchemy Index I & II (2007) - The Alchemy Index III & IV (2008) - Beggars (2009) - Major/Minor (2011) - To Be Everywhere Is To Be Nowhere (2016) - Palms (2018) - Horizons/East (2021) - The Artist in the Ambulance-Revisited (2023) | Live-albums - Live at the House of Blues (2008) - Anthology (2012) | Ep's - First Impressions (1999) - Live from the Apple Store (2003) - Red Sky (2006) - The Myspace Transmissions (2008) - Daytrotter Sessions (2010) |